# Anniella pulchra
Espèce
Synonymes
- Anniella nigra Fischer, 1885
- Anniella pulchra nigra Fischer, 1885
- Anniella texana Boulenger, 1887

Statut de conservation UICN

 LC  : Préoccupation mineure
Anniella pulchra est une espèce de sauriens de la famille des Anniellidae.

## Répartition
Cette espèce est endémique de Californie aux États-Unis,.

## Description

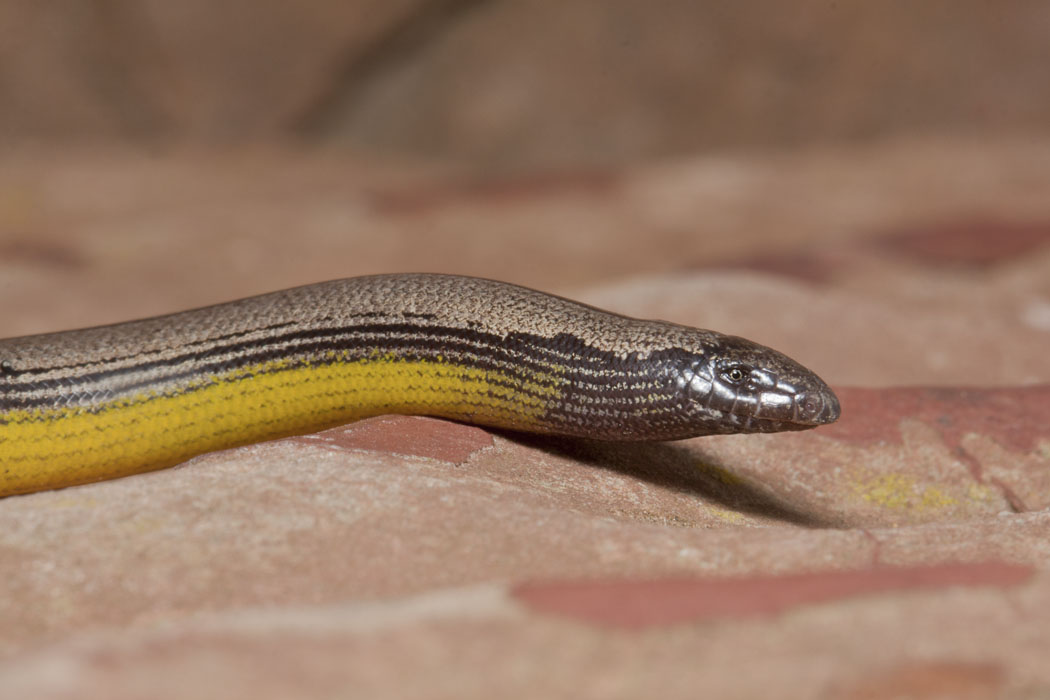
Anniella pulchra de Los Osos.

C'est un lézard apode fouisseur, apode, mesurant environ 17 centimètres de long. Il possède de fines écailles, jaune au niveau du ventre et gris-argenté sur le dessus, bien qu'il existe des formes mélaniques, brunes à noires.
Ils vivent typiquement dans les dunes de sable près des côtes, mais qui fréquentent aussi les sols des forêts. Ils ont besoin d'humidité pour muer.
Ils se nourrissent principalement de larves d'insectes, de termites, de fourmis, d'araignées…
Les mâles sont un peu moins grands que les femelles. Ces dernières sont ovovivipares et se reproduisent probablement au début du printemps, donnant naissance de 1 à 4 petits durant les mois de septembre, octobre et novembre. Les petits sont similaires aux adultes, à l'exception de la taille.

## Taxinomie
La sous-espèce Anniella pulchra nigra a été placée en synonymie avec Anniella pulchra. Papenfuss et Parham ont démontré que ce sont simplement deux phases d'une unique espèce. Ils ont déterminé que l'espèce Anniella pulchra dans sa conception traditionnelle était composée de cinq espèces cryptiques.

## Étymologie
Le nom spécifique, pulchra, vient du latin « pulcher » qui signifie beau, joli.

## Publication originale
- Gray, 1852 : Description of several new genera of reptiles, principally from the collection of H.M.S. Herald. Annals and Magazine of Natural History, sér. 2, vol. 10, p. 437-44 (texte intégral).